# Jacopo Andrea da Ferrara
Jacopo Andrea da Ferrara (en italià: Iacomo Andrea) era un arquitecte de Ferrara i l'autor d'un text sobre Vitruvi. Molt poques coses són conegudes sobre els seus treballs d'arquitectura i el seu nom no figura sobre cap edifici de Milà.
Luca Pacioli ha escrit que Andrea era gairebé com un germà per a Leonardo da Vinci. Andrea va ser lleial envers la família Sforza. Després de l'ocupació de Milà pels Francesos, hauria maquinat contra els francesos. Va ser portat davant la justícia i va ser condemnat a mort. L'arquebisbe Pallavicini va litigar sense èxit en el seu favor. Va ser decapitat en públic el 12 de maig de 1500. El seu cos va ser esquarterat i les parts col·locades a les quatre portes de la ciutat.